# Can Juliá
Can Julià es una masía del siglo XVIII en el municipio de San Baudilio de Llobregat incluido en el inventario del Patrimonio Arquitectónico de Cataluña .
Sant Boi de Llobregat. 

## Descripción

### Edificio
Es una masía que conserva íntegra su estructura desde su fecha de construcción. Está compuesta por una planta baja, un piso y una buhardilla (granero). Tiene una pequeña modificación en la ventanilla de dicha buhardilla, ya que se cree que era de arco de medio punto . Cabe destacar la puerta de entrada, con sillares alternados de tamaño y grandes dovelas remarcando el arco. También son originales los escalones de piedra que le dan acceso y las dos barandillas de hierro forjado una a cada lado de la puerta. 
El tejado, de teja árabe a dos vertientes con alero y con una variante a cuatro vientos en la parte de la buhardilla. La planta es basilical . 

### Parque
La masía está rodeada por el Parque de Can Julià, con un área de unos 4000-4500m 2 . Es un parque lleno de árboles y diferentes plantas, con más de quince bancos y sillas, fuentes, escaleras, pequeños muros de piedra, rampas e incluso una mesita para jugar al ajedrez .

## Historia
No existen datos históricos concretos que hagan referencia a esta masía; fue construida, sin embargo, a principios del siglo XVIII, uno de los grandes últimos momentos de Sant Baudilio, cuando todavía no se había construido el puente del Llobregat en Molins de Rey y el puente de Sant Boi o su barca eran el paso obligado por hombres, ganado y mercancías para atravesar el río. Esto trajo una fuerte importancia estratégica para la villa y un considerable movimiento comercial, que se tradujo en la creación de hostales, carnicerías, y el desarrollo de muchas actividades menestrales.
En 2014, la empresa Agbar se encargó de la restauración de la estructura..
A partir de 2021, forma parte de la  Xarxa Metropolitana de Refugis Climàtics como uno de los espacios donde refugiarse de las temperaturas extremas.

## Actualidad
Desde el año 2020, la masía de Can Julià alberga las oficinas AEMAS, la Agrupación de Empresas Municipales Ambientales y Sostenibles de Sant Boi: Coressa, Claus e Igualssom. 
Anteriormente, desde el 23 de marzo de 2014 hasta el 2020, recogía el Centro de Interpretación del río Llobregat, que formaba parte de la Red de Equipamiento de Educación por la Sostenibilidad . En este centro, se podía encontrar una exposición permanente llamada "Los equilibrios del Llobregat para vivir", una visión global de los ecosistemas fluviales . La exposición se dividía en tres ámbitos:
- Flueix ("Fluye") : el río y su movimiento.
- Transforma: el río como un modelador del entorno
- Acull ("Acoje"): la relación entre el río, la vida y la biodiversidad.

Además, había diversas actividades, como visitas guiadas, talleres, descubrimiento del entorno, itinerarios.